# Битка за Нормандия
Битката за Нормадия обхваща десанта и разгръщането на съюзническите войски в Нормандия, Франция, по време на операция Овърлорд през Втората световна война. Тя обхваща периода между първоначалния десант на 6 юни 1944 г. и пробива на съюзниците в средата на юли.